# Томас Маврос
Томас Маврос (грч. Θωμάς Μαύρος; Калитеа, 31. мај 1954) бивши је грчки фудбалер. Играо је на позицији нападача.
Током каријере је играо за АЕК из Атине и Паниониос, постигао је 260 голова у првенству Грчке, по чему је рекордер свих времена. Био је члан репрезентације Грчке која је први пут играла на једном великом такмичењу — Европско првенство 1980. године.